# Zawada (Familienname)
- Andrzej Zawada (Alpinist) (1928–2000), polnischer Alpinist
- Andrzej Zawada (Literaturhistoriker) (* 1948), polnischer Literaturhistoriker, Literaturkritiker, Essayist und Hochschullehrer
- Filip Zawada (* 1975), polnischer Dichter, Musiker und Fotograf
- Magdalena Zawada (* 1985), polnische Naturbahnrodlerin
- Oskar Zawada (* 1996), polnischer Fußballspieler
- Sławomir Zawada (* 1965), polnischer Gewichtheber
- Tadeusz Zawada (* 1951), polnischer Radrennfahrer

### Wortbedeutungen
- Zawada ist ein Übernahme zu polnisch zawada mit der Bedeutung Hindernis, Schwierigkeit, Widerstand.
- Závada Ableitung von tschechisch závada mit der Bedeutung Mangel, Fehler, Schaden, Gebrechen.[1]

### Aussprache
Polnisch [zaˈvada].